# Гавиан (район)
Гавиа́н (порт. Gavião) — район (фрегезия) в Португалии, входит в округ Порталегри. Является составной частью муниципалитета Гавиан. По старому административному делению входил в провинцию Алту-Алентежу. Входит в экономико-статистический субрегион Алту-Алентежу, который входит в Алентежу. Население составляет 1814 человека на 2001 год. Занимает площадь 57,85 км².